# Stenocrobylus crassus
Stenocrobylus crassus är en insektsart som beskrevs av Miller, N.C.E. 1929. Stenocrobylus crassus ingår i släktet Stenocrobylus och familjen gräshoppor. Inga underarter finns listade i Catalogue of Life.